# Giga (danza)
La giga (en francés: gigue) es una danza barroca alegre de origen inglés. En la que uno o dos solistas realizan pasos rápidos, saltados y muy complejos con una música en compás de 6/8, 12/8, 3/8, 9/8, y aparece como último movimiento de la suite madura.
El término se refiere también a cualquier tonada de contradanza en tiempo de giga y a cualquier danza establecida (una contradanza para un grupo de parejas) con una tonada de giga.

## Etimología
Las diversas palabras para la forma de la danza conocida como la Jigue o giga tienen una historia difusa, que a su vez han llevado a la confusión sobre el origen de la forma musical. El origen de la palabra se desconoce, pero probablemente proviniera del antiguo verbo giguer (que en francés significa saltar). Este verbo también parece el origen del término jig, danza inglesa de la que se dice que procede la giga.
En francés, italiano y alemán, parece derivar de la palabra medieval fiddle, violín, una palabra también utilizada para designar al músico que interpretaba ese instrumento. Este uso sobrevive en el alemán moderno como Geige (violín), una supervivencia que ha contribuido a una mayor incertidumbre sobre el origen de la giga.
A pesar de que no han sobrevivido coreografías de gigas del siglo XVI, referencias literarias contemporáneas sugieren que las gigas eran rápidos bailes de pantomimas, para uno o más solistas, con un ritmo animado creado para un virtuoso trabajo de piernas, y eran un poco subidas de tono. (Shakespeare, Much Ado about Nothing, acto 2, escena i: “Wooing is hot and hasty like a Scotish jigge”).
Dean-Smith señaló que la palabra “jig” puede haber venido del argot de una manera similar a la evolución más reciente de la palabra “jazz”, convirtiéndose en un término genérico que abarca muchas formas de música y danza de la neo-aristocracia. Al igual que con el primer significado americano para el argot “jass”, la mayoría de las connotaciones de la palabra inglesa “jig” en siglo XVI eran vulgares.

## Historia
La danza nació en Irlanda e Inglaterra. El término parece proceder del francés giguer (juguetear, saltar); sin embargo se repatrió como forma musical y desarrolló características musicales específicas en el Continente (Giga). En Inglaterra no implicaba características rítmicas especiales, excepto en manos de compositores que escribían en imitación del estilo continental (generalmente italiano y no francés). Entre los primeros ejemplos se encuentran versiones musicales o variaciones específicas sobre melodías de jigs que a veces llevaban el nombre de los personajes escénicos que las interpretaban; así “Nobody´s Jig”, del Fitzwilliam Virginal Book y en otras fuentes hace referencia al personaje interpretado por R. Reynolds en la comedia Somebody and Nobody.
La giga se adoptó en Francia en la corte de Luis XIV. Se conoció en Francia hacia la década de 1650 (Chambonnières) y pasó de ser una parte importante del repertorio para laúd y clave (Ennemond y Denis Gaultier, Nicolas-Antoine Lebègue). Un tipo se consideraba una allemande rápida, con inclusión de puntillos (los Gaultier), pero en la música escénica (Lully), se utilizó la variedad binaria reexpositiva con anacrusas más familiar, relacionada con el canario. En la suite barroca de Johann Sebastian Bach, la giga es el movimiento final. La popularidad creciente de este tipo de danzas durante la segunda mitad del siglo XVII es, en su mayor parte, conocida gracias al trabajo de Jean-Baptiste Lully. La primera danza apodada como giga en los ballets de cour de Lully aparece en 1660, y dieciséis más aparecen en sus trabajos hasta 1687.
En la época barroca, las gigas podían estar compuestas bien para un teatro (cuyo baile se realizaba individualmente) o bien para un salón de baile (que, por el contrario, se bailaba en pareja). La giga teatral constaba de una danza virtuosa compuesta de piruetas que demostraban la técnica del bailarín profesional. La giga de los salones de baile era mucho más simple en cuanto a técnica, pero poseía la misma vivacidad. Servía para demostrar las habilidades y el dominio de los pasos de baile; sin embargo, como en todas las danzas de corte barrocas, tenía que ir acompañada de un porte elegante.
A comienzos del siglo XVIII, prevaleció, por regla general, la influencia italiana (François couperin, Rameau). Su tempo variaba pero era habitualmente rápido: más vivo que una loure, más lento que un canario. En Italia era mucho más rápida y era especialmente habitual en la música para violín (Vitali, op. 4, 1668), con frecuencia como último movimiento de las sonatas a solo (Domenico Zipoli) y las sonatas en trío (Corelli). En Alemania, la mayor parte de los compositores la textura imitativa francesa (Froberger), estableciendo a menudo una relación más estrecha entre las secciones por medio de la utilización de una inversión del motivo como sujeto de la segunda sección (por ejemplo la Gigue de la Suite Francesa número 4, de Bach). Favorecieron con frecuencia el movimiento fluido en tresillos (Haendel, Bach). Las gigas escritas en compás binario simple suelen requerir la interpretación en tresillos.
Aproximadamente una docena de gigas de las danzas y teatros del siglo XVIII pueden encontrarse coreografiadas en la notación que transcribía danzas del siglo XVIII. Dos danzas de Raoul-Auger Feuillet y Guillaume-Louis Pecour contienen los testimonios más famosos de coreografías de este género. La “Guigue pour Homme” y la “Gigue à Deux”, pueden encontrarse en la recopilación de danzas de Feuillet Recüeil de danzes, publicada en 1700. “La contredance” de Pecour puede encontrarse en otro recopilatorio de Feuillet, publicado ese mismo año.

## Tipos de giga
En la música de este periodo emergieron dos tipos distintos de gigas: la italiana y la francesa. El compás de la giga francesa era, normalmente, 3/4, 6/8 o 6/4. La giga italiana presenta figuras tríadicas, de escalas secuenciales en valores regulares en 12/8 con un tempo presto. Su textura es principalmente homofonica y las frases se dividen en unidades de cuatro compases. Todas las coreografías que quedan hoy en día pertenecen a la danza francesa. Muchos compositores, especialmente en Alemania, combinaron elementos de las dos  escuelas.
Además de estar muy arraigada en la tradición irlandesa, las gigas fueron muy populares en Escocia e Inglaterra en el siglo XVI. Relacionadas con las danzas modernas de zuecos de Inglaterra, fueron utilizadas a menudo en el teatro. La giga inglesa que se baila sobre dos tubos de arcilla (barro) cruzados, se parece mucho a la danza de la espada de Gillie Callum de Escocia.